# Számítógépes zene
A számítógépes zene olyan fogalom, melyet tudományos és művészi szempontból is értelmezünk. Alapvetően egy technika a kompozíciós eljárások közül. Magába foglalja a zeneszerzés új irányzatait, illetve az ezekhez kapcsolódó tudományokat is. Része a hangszintézis, digitális jelfeldolgozás, sound design, akusztika és a pszicho-akusztika többek közt. Első kísérletek létrehozására a 20. században került sor, amikor az elektronikus eszközök olyan fejlettségi szintet értek el, hogy ezt lehetővé tették technikailag is. Manapság már ezt a fogalmat használjuk minden olyan zenére, amit számítógép segítségével hozunk létre.

## Előzmények
A XVIII. században Wolfgang Amadeus Mozart és Johann Philipp Kirnberger is készített olyan zeneműveket, amikben fontos szerepe volt a véletlennek. A kockadobással készült Mozart mű (Musikalisches Fürfelspiel K.516f) például olyan matematika rendszer alapján létrejövő zeneműveknek tekinthetők, mint amilyenek a napjaink számítógépei által használt algoritmusokkal készült kompozíciók is.
Legfontosabb előzményként azonban az első generációs számítógép, az ENIAC (Electronic Numerical Integrator and Calculator) tekinthető. Ez ugyan még nem a Neumann-elv alapján működött, de már a számításhoz szükséges adatokat tárolta. Később, ennek mintájára épült meg az 1952-ben működésbe helyezett, a mai számítógépek atyjának is tekinthető EDVAC. Zene lejátszására az 1950-es évek elején létrehozott CSIRAC volt először képes, ami Trevor Pearcey, Maston Beard mérnököknek és Geoff Hill matematikusnak köszönhetően népszerű dallamokat tudott megszólaltatni. 
Számítógépes zenéről elsőként az Illiac Suite kapcsán beszélhetünk, amivel 1955-1957 között Lejaren Hiller zeneszerző és Leonard Isaacson programozó foglalkozott az Illinois Egyetem Illiac számítógépén, a mű később ezért is kapta az Illiac Suite címet. Azt vizsgálták, hogy lehet-e számítógép segítségével logikai kompozíciós folyamatokból származó instrukciók alapján zenét előállítani. Fontos megemlítenünk, hogy az így létrejövő korai művek azonban nem valós időben futottak. John Chowningnak és a mikrochipeknek köszönhetően válhatott a későbbiekben a számítógépes zene valós idejűvé, illetve ez nyitott utat egy új művészeti irányzatnak, a hálózati művészeteknek.

## Zenei programozási nyelvek
A zenei programozási nyelvek mindegyike hangra, zenei produkcióra vagy hangszintézisre készült. Zeneszerzésre és szintézis technikákra használatosak.
A legismertebbek: Max/MSP, Pure Data, Super Collider, CSound, Usine, CLM, ChucK, HMSL, Impromtu

## Műhelyek, iskolák, alapítványok, intézetek

### Columbia-Princeton Electronic Music Center
Vezetői Vladimir Ussachevsky, Otto Luenig és Milton Babbit voltak. 1959-ben hozták létre New Yorkban a Columbia Egyetem és a Princetoni Egyetem közös stúdióját, amelybe a Rockefeller Alapítvány anyagi hozzájárulásával sikerült egy RCA MARK II-t is beszerezniük. Ez az elektronikusan fejlesztett szintetizátor elektronikus billentyűzet és lyukkártya segítségével volt programozható.
Ebben az időben két korszakalkotó mű keletkezett: Ussachevsky Wireless fantasy (1963) című műve és Babbit Philomel című darabja. Előbbi a De Forrest Pioneers csoport kérésére készült, és a korai rádiós kommunikációt idézte fel rádióval továbbított kódjelek és Richard Wagner Parsifal című operájának néhány részletével.
Ussachevsky a felvételt úgy alakította, mintha rövidhullámú adást hallanánk. Babbit pedig monodrámát készített szoprán hangra, rögzített hangra, és elektronikus hangokra.

### Illinois Egyetem
Lejaren Hiller zeneszerző és Leonard Isaacson programozó itt végezte kísérleteit az Illiac számítógépen. Az elkészült etűdsorozat az "Illiac szvit"(1957) címet kapta. A darab négy tételből áll: melyek egyenként különböző zenei problémák számítógépre kódolását reprezentálják. A végső eredmény egy lyukkártyára kimentett adathalmaz volt. Az első kísérletben egy felismerhető polifón zenei forma generálása volt a cél. A másodikban pedig egy zenei folyamat fejlődését követhetjük végig a fehér-zajig. A harmadik kísérlet a ritmust és a dinamikát kutatta, a negyedik pedig sztochasztikus szabályokat alkalmazott.

### IRCAM
(1974-től napjainkig)
A Párizsban található intézet ami zenetudománnyal, hanggal és avantgárd elektro-akusztikus zeneművészettel foglalkozik. Itt fejlesztették ki John Chowning korszakalkotó munkáját az FM szintézist illetve a valós idejű grafikus programozói felületet a Max/MSP-t, a jMax-ot és az Audiosculpt-ot is. Továbbá a legismertebb elektronikus zeneszerzők, úgy mint Luciano Berio, John Cage, Gérard Grisey, Jonathan Harvey, Iannis Xenakis és Karlheinz Stockhausen dolgoztak itt műveiken az IRCAM-ban található technikai körülményeknek köszönhetően.
Napjainkban is több kutatási és fejlesztési csoport tevékenykedik az intézetben, akik hangszeres akusztikával, teremakusztikával, zeneterápiával, zenei érzékeléssel és észleléssel, analízis és szintézistechnikákkal, ingyenes szoftverek fejlesztésével és sound designnal is foglalkoznak.
A Pierre Boulez kezdeményezésére létrejött intézmény napjainkban is az egyik legismertebb Európában. Folyamatosan szerveznek konferenciákat, melyekről hivatalos oldalukon adnak tájékoztatást.

### ICMA
(International Computer Music Association)
Az ICMA egy nemzetközi szövetség magánszemélyeknek és intézményeknek. Zeneszerzők, mérnökök, kutatók és zenészek számára van, akik érdeklődnek a zene és a technológia egyesítése iránt. A szervezet részt vesz technikai, kreatív és előadói teljesítmény szempontjából is a számítógépes zenében. Foglalkozik a mesterséges intelligenciával, zenei informatikával, szintézissel, analízissel, digitális jelfeldolgozással, intermédiával, multimédiával, akusztikával, esztétikával, oktatással, történelemmel és az ember-gép kapcsolattal. Minden évben megrendezik a Nemzetközi Elektronikus Zenei Konferenciát elektronikus zenével foglalkozó kutatók és zeneszerzők számára. A konferencia keretén belül koncerteken, előadásokon, kerekasztal-beszélgetéseken vehetnek részt a látogatók. Tagjai számára véleményekkel, interjúkkal és cikkekkel teli folyóiratot jelentet meg egy, vagy kétévente ARRAY címmel.

### CCRMA
(Stanford University Center for Computer Research in Music and Acoustics)
A John Chowning által alapított intézetet jelenleg Chris Chafe vezeti. Különlegessége, hogy több tudományággal foglalkozik egyszerre: zeneszerzők és kutatók dolgoznak együtt számítógépes alapú technológiák segítségével. Számukra ez nem csak kutatási eszköz, hanem művészeti közeg is. Oktatói névsorában olyan művészek és mérnökök is megtalálhatóak, mint Julius Smith, Jonathan Berger, Max Mathews (nyugalmazott), Ge Wang, Tom Rossing, Jonathan Abel, Marina Bosi, David Berners, Jay Kadis, és Fernando Lopez-Lezcano. Az intézetben az FM szintézishez és a digitális rádiófrekvenciás szintézishez hasonló, széles körben elterjedt szoftvert dolgoztak ki, amelyet később ipari partnerek számára értékesítettek. Az FM szintézis 20 millió dollár hasznot hozott mielőtt lejárt, így 1994-ben ez volt a "második legjövedelmezőbb licencszerződés a Stanford életében".
További számítógépes zenével foglalkozó intézmények, egyesületek: SEAMUS, ACMA, CIME, DeGeM, DIEM, EMS, HELMCA, NEAR, NOTAM, CEC

## A számítógépes zeneszerzés korszakai röviden
A számítógépes zenét 5 fontosabb korszakra oszthatjuk a technikai feltételek és a zenei produktumok alapján.

### Előzmények
A futuristák Luigi Russolo vezetésével 1913. március 11-én megalkották kiáltványukat, "L'arte dei rumori" címmel. Egy évvel később ugyanezzel a címmel megszervezték első koncertjüket amelyen akusztikus zajkeltő eszközöket használtak, különböző ezeken különböző fantázianeveket adtak, úgy mint üvöltő, hurrogó.
Az 1920-as és '30-as években Leon Theremin létrehozta azóta már ikonná vált hangszerét, a teremint, ami igen nagy népszerűségnek örvendett már akkor is Amerikában. Egyik leghíresebb művésze Clara Rockmore, de a későbbiekben a Beach Boys zenekar is használta "Good Vibration" című dalában. Ekkoriban hozták létre az Ondes Martenot-t és a Hammond orgonát is. Az 1940-1950-es évek legfontosabb momentuma egyértelműen a szalagzene megjelenése és térhódítása volt. Az első szalagos magnót a német AEG cég mutatta ezzel beindították a zeneszerzők kísérletezési kedvét is. Kifejezetten erre épült a musique concrète, aminek legfőbb képviselője Pierre Schaeffer volt.

### Kísérletezés
(1950-es évek közepétől egészen az évtized végéig)
1954-ben írja meg Stockhausen Studie II. című művét, ami az első lekottázott elektronikus szerzemény. Ennek hatására egyre több kísérleti zenei stúdió jelent meg, úgy mint a párizsi GRM, vagy a német WDR.
CSIRAC: nem rögzített, de egyszerű dallamokat lejátszott. (korábban már említett)
Illiac Suite
Edgar Varése Poème Electronique című műve, ami a brüsszeli világkiállításon hangzott el a Philips pavilonban.

### Terjeszkedés
(1960-1970)
A legtöbb amerikai egyetem már saját elektronikus zenei stúdióval rendelkezik ekkorra. (Yale, MIT, Berkeley)
Milton Babbit megírja Kompozíció szintetizátorra című művét és lenyűgözi őt a ritmus precizitása, illetve a matematikai pontosság.
Elkészül az Electronic Music Box, amelynek elsődleges célja nem a létező hangok imitálása, hanem teljesen újak létrehozása.
A zeneszerző számára most már nem szab határt a technika, az elektronikus zene egyre elterjedtebb lesz. (Steve Reich, Terry Riley)
a kultikus Moog szintetizátorok megjelenése
a Kraftwerk zenekar megalapítása
Ekkor alapítják a Microsoft és az Apple Computer céget, illetve a francia kormány létrehozza az IRCAM-ot.

### Popularizálódás
A Moog szintetizátort a feltörekvő progresszív rock zenekarok használják (Pink Floyd, Yes, Genesis) közben a Beach Boys és a Beatles teremint és mellotront használ zenéjében. Szekvenszerek és dobgépek, a MIDI születése, digitális szintézistechnikák elterjedése

## Számítógépes zeneszerzői technikák

### Számítógép által generált zene
Minden olyan zene az, ami számítógépet használ a kompozíciójában vagy számítógép által generált realizáció. A számítógépek használata ma már annyira elterjedt, hogy a „számítógép által generált zene” kifejezést már főként olyan zenékre használják, amik nem jöhettek volna létre ennek használata nélkül. Két csoportot tudunk megkülönböztetni: zenék, amik számítógép által generálják a kottát, de emberek adják elő, és zenék, amiket ezek a gépek alkotnak meg és adnak elő. Ez egy nagy műfaja a zenének amit számítógépek találnak ki, rendeznek és szintetizálnak.

#### Számítógép által generált kották előadása zenészekkel
Már a számítógépek létezése előtt is sok rendszer létezett zenei kották generálására. Az egyik ilyen a Musikalisches Würfelspiel (zenei kockajáték a XVIII. századból). Egy rendszer, amely a dobókocka feldobásával működik és véletlen alapján választja ki a zenei teendőket kis kifejezések nagy kollekciójából. Amikor összeillesztődtek, ezek a kifejezések együttesen zenés darabot hoznak létre, amit már zenészek is előadhatnak. Bár, ezek a művek modern értelemben nem álltak kapcsolatban a számítógéppel, kezdetleges formáját használták a véletlenszerű kombinációs technikának, amit néha számítógép által generált kompozíciókban is fellelhetünk. A világ első digitális, számítógép által létrehozott zenéjét Ausztráliában alkották meg. Geoff Hill programozó, Trevor Pearcey és Maston Beard által tervezett CSIRAC számítógépen hozták létre, bár ez csak standard dallamokat játszott. Ezt követően az első szerző, aki számítógépekkel írt zenét Iannis Xenakis volt. Programokat írt a FORTRAN nyelvben, ami numerikus számadatokat generált, amiket ő átírt kottába, hogy hagyományos hangszerekkel is játszható legyen. Erre példa az 1962-es ST/48.
A számítógépet arra is használják, hogy nagy zeneszerzőket próbáljon utánozni, például mint Mozartot. Ezt a technikát napjainkban David Cope képviseli. Olyan számítógépes programokat írt, amelyek analizálják más szerzők munkáit ahhoz, hogy új zeneművet készítsenek az ő stílusában. Olyan zeneszerzők műveinél használta ezt a programot, mint Bach vagy Mozart, de a saját darabjaiban is kombinálta ötleteit a gépével.

#### Zenei komponálás és előadás kizárólag számítógépekkel
Később zeneszerzők, mint Gottfried Michael Koenig számítógépük segítségével generálták a kompozíció hangjait valamint a kottát. Koenig olyan algoritmikus kompozíciós programokat állított elő, amelyek saját szeriális kompozíciós gyakorlatainak voltak általánosításai. Ez egyáltalán nem hasonlít Xenakis munkájához: ő matematikai absztrakciókat használt és ezeket próbálta felfedezni zeneileg. Koenig programja matematikai egyenletek számításait fordította kódokra, amelyek zenei notációvá álltak össze végül. Ezt kézzel alakítani lehetett, és előadni zenészekkel. Project 1 és Project 2 programjai jó példák az ilyen szoftverekre. Később ezt kiterjesztette szintéziselvként, ezáltal lehetővé téve, hogy a számítógép direkt hozzon létre hangot, például az SSP program. Mindezeket az 1970-es években készítette Koenig az ultrechti szonológiai intézetben. Azok a eljárások, amelyeket Koenig és Xenakis is használtak a mai napig ismeretesek. 
A MIDI rendszerek '80-as évek eleji feltalálása óta néhányan dolgoztak olyan programokon, amelyek MIDI kottákat jegyeznek le egy algoritmusba és ezután kivezethető a hang vagy a zene a számítógép hangkártyáján keresztül, esetleg kiírható egy audió fájlba és egy másik programmal lejátszható.
Az ilyen egyszerű programok közül némelyik fraktálgeometrián alapul és MIDI hangokat tud lejegyezni jellemző fraktálként vagy fraktál egyenletként. Bár, ezek a programok széles körben elérhetőek, néha úgy tűnnek, mintha okos játékai lennének a nem-zenészeknek. Néhány professzionális zenész azonban mégis kitünteti őket figyelmével. Az ebből eredő "zene" több tud lenni mint zaj vagy hang: nagyon ismerős és kellemes. Mint sok algoritmikus zenénél – és az algoritmikus művészetnél általában- több múlik az úton, ahogy ezek az adatok leképeződnek, mint magán az egyenleten. Így például azonos egyenletet lehet készíteni lírikus és melodikus zenei részből a XIX. század közepének stílusában és egy fantasztikusan disszonáns kakofóniát továbbá emlékeztetni fog az 1950-1960-as évek avantgárd zenéjére is. Egyéb programok is tudnak lejegyezni matematikai formulákat és állandókat, majd ezután hangsorokat készítenek belőlük. Ily módon egy irracionális szám hangjegyek végtelen sorozatát adhatja, ahol minden egyes hangjegy egy számjegy; a decimális kifejezése annak a számnak. Ez a sorrend lehet összetétel önmagában, vagy csak egyszerűen egy további kidolgozás alapja.
Még ennél is bonyolultabb műveletek elvégzésére képes a Max/MSP, SuperCollider, CSound, PureData, KeyKit és ChucK programozói nyelv. Ezek a programok most már könnyedén futnak a személyi számítógépeken, és gyakran képesek bonyolultabb funkciókra mint azok, amelyek szükségessé tették volna néhány évtizeddel korábban a legerősebb hardvereket.
Léteznek programok, amelyek „emberi hangzású” melódiákat generálnak hatalmas adatbázisnyi kifejezés használatával. Egy példa erre a Band-in-Box (Banda a dobozban), amely képes létrehozni jazz, blues, rock hangszerszólókat majdnem felhasználói interakciómentesen. Egy másik az Impro-Visor, amely sztochasztikus nyelvtannal generál kifejezéseket és teljes szólókat.
Egy másik kibernetikus megközelítés a zenei kompozícióra speciális hardvert használ a külső ingerek érzékelésére. Ezek aztán számítógép által lejegyződnek és megvalósítják az előadást. Példák az ilyen stílusú számítógépes zenére megtalálhatóak a '80-as évek közepén David Rokeby munkájában, ahol a közönség/előadók mozgásai fordítódtak le MIDI szegmensekké. Számítógép által vezérelt zene is megtalálható Udo Kasemets kanadai zeneszerző előadásaiban mint például a Marce(ntennia)l Circus C(ag)elebrating Duchamp(1987)-ban, ami egy Marcel Duchamp folyamat realizálódása.

#### Számítógép által segített algoritmikus zeneművek (CAAC)
Ez az algoritmikus zeneszerzési technikák kivitelézése és használata a szoftverben. A címke számítógépes összetételeiből hiányoznak a generatív algoritmusok sajátosságai.
A zene notációval vagy szekvenciát létrehozó programmal könnyen tekinthető számítógép által segített kompozíciónak. A címke, hogy algoritmikus kompozíció is túl tág fogalom, különösen ha nem írja elő a számítógép használatát. A kifejezés, hogy "számítógéppel segített" ahelyett, hogy "számítógéppel támogatott" ugyanolyan értelemben használható, mint az előbbi.

## Gépi improvizáció
A gépi improvizáció számítógépes algoritmusokat használ improvizáció készítéséhez a meglévő zene matériákkal. Ez általában egy kifinomult rekombinációja a zenei mondatoknak. Kivonja a meglévő, élő vagy előre rögzített zenéből ezeket annak érdekében, hogy hiteles improvizációs stílus jöjjön létre. A gép ehhez gépi tanulást, mintaillesztést és algoritmusok elemzését használja már meglévő zenei példákkal. Az így kapott mintákat használjuk fel azután stílusban passzoló új variációkat hozva létre az eredeti zenében. Ez azonban különbözik a improvizációs technikáktól amik algoritmust használnak új zenék komponálásához.
Használata: a gépi improvizáció ösztönzi a zenei kreativitást azáltal, hogy automatikusan modellezi és átalakítja a meglévő zene struktúráját. Ez létrehoz egy természetes interfészt a zenésszel anélkül, hogy annak zenei algoritmusokat kellene kódolnia. Élőben a rendszer újra hozzáadja a zenész anyagát különböző módon, amely lehetővé teszi a szemantikai szint megjelenését a munkamenetben, az intelligens rekombinációt és az anyagok transzformációját valós időben.

### Live Coding (interaktív programozás)
Neve onnan ered, hogy a szoftver megírásának folyamata szintén a produkció része és élőben történik. Történetileg hasonló technikákat használtak a számítógépes művészet előállításához, de újabban ridegebb alternatívaként lett felfedezve laptop zenészek számára. Hagyományosan a legtöbb számítógépes zenei program az "írás-olvasás-futtatás"-modell szerint működik, azonban ez a mai számítógépekkel kevésbé hatékony, és főleg programozni kevésbé tudóknak előnyös. Egyes programok azonban fokozatosan beépítették a valós idejű vezérlőket. (pl. MIDI alapú szoftver szintézist és paraméter irányítást). Egészen ezidáig a zenész azonban nem nagyon volt képes arra, hogy valós időben módosítsa programját. Ez olyan dolog, amit nyelvezetével eltörölt a ChucK, a Super Collider és az Impromptu. A TOPLAB ad hoc művészek csoportja akik érdeklődnek az interaktív programozás iránt 2004-ben alakult. Támogatja ezek használatát, elterjedését, és egy sor szoftver felfedezését, nyelvek és technikák beépítését. Ez egy párhuzamos és közös munka is, hiszen a Princeton Sound Lab, a Kölni Egyetem, Computational Arts Research Group at Queensland University of Technology is részt vesz benne egyszerre, egymást segítve. Interaktív programozáshoz használt szoftverek:SuperCollider, ChucK, Pure Data, Max.

## Magyar vonatkozások
Az Új Zenei Stúdió az 1960-as évek végén vált legendássá. Alapítói: Jeney Zoltán, Eötvös Péter, Kocsis Zoltán, Sáry László és Vidovszky László. Zenei gondolkodásmódjukra a legnagyobb hatással John Cage és Karlheinz Stockhausen voltak. Egy olyan hangszeres formációt akartak kipróbálni, amelyben új zenei magatartások kaptak főszerepet. Új zenei ideálok és új gondolkodásmód segítségével újraértelmezték a zenei gondolkodásmódot.
Pongrácz Zoltán: külföldön is méltán népszerű zeneszerző, elsősorban klasszikus elektronikus komponistaként. Mai napig jelentős Mai zene, mai hangjegyírás című műve, amiben az átalakult zenei notációkkal foglalkozik, magyar nyelven elsőként.
Számítógépes zenei kutatásokat az MTA Zenetudományi Intézetében végeztek először.
Számítógépet zenei realizálásra Magyarországon először a Pantha-Rei együttes használt 1974 és 1982 között.
Georg Hajdu: magyar származású német zeneszerző. Tanári voltak többek között Ligeti György, Georg Kröll és Jorge Liderman. Dolgozott az IRCAMnál és a ZKM-nél is. Érdeklődési területei a multimédia, mikrotonalitás, algoritmikus komponálás és a hálózati zene.
Making New Waves Fesztivál: több alkalommal rendezték meg Budapesten. Célja, hogy egymástól földrajzilag távol lévő művészeket a hálózati lehetőségek által virtuális zenekarokként kössön össze, ezzel is vizsgálva, hogy a cyber világ miként befolyásolja a művészet új kapcsolódási formáit.
Music in the Global Village: szimpózium és installációs koncert amely 2010-ben került megrendezésre Pécsett. A három nap során az érdeklődők előadásokon és kerekasztal-beszélgetéseken vehettek részt a Pécsi Tudományegyetem Művészeti Karának egykori Damjanich úti épületében. Az esemény egyik legnagyobb projektje a Pécs-D(é)rive volt, amely egyszerre volt városi- és élő audiovizuális installáció, koncert és performansz. Ott volt Georg Hajdu, Kai Niggemann, Johannes Kretz és Szigetvári Andrea.
UHFEST: az utoljára 2010-ben megrendezett fesztivált az Ultrahang Alapítvány szervezi. Az öt napos rendezvény hivatott Magyarországra csábítani napjaink legjelentősebb kísérleti elektronikus zenészeit, úgy mint Skylla, Atom TM, Paul Devens, Tok Tek, Pole, Derek Holzer, Kría Brekkan, Lau Nau, Zlatko Baracskai, The Kilimanjaro Darkjazz Ensemble, Tigrics, Pándi Balázs.